# Thomas Homewood
Thomas Homewood (East Peckham, Kent, 25 de setembre de 1881 – West Ham, Londres, 1 de febrer de 1945) va ser un esportista anglès que va competir a principis del segle xx.
El 1908 va prendre part en els Jocs Olímpics de Londres, on guanyà la medalla de bronze en la prova del joc d'estirar la corda formant part de l'equip Metropolitan Police "K" Division.
Va morir en un bombardeig que patí Londres en els darrers dies de la Segona Guerra Mundial.